# قائمة شخصيات منزل فوستر للأصدقاء الخياليين
منزل فوستر للأصدقاء الخياليين (بالإنجليزية: Foster's Home for Imaginary Friends)‏ هو مسلسل رسوم متحركة أمريكي من تأليف كريغ مكراكين وإنتاج كرتون نتورك ستوديوز بث في قناة كرتون نتورك وقد كان في بداية إنتاجه فيلمًا لمدة 90 دقيقة في 13 أغسطس 2004 لكن بعد ذلك أنتج مسلسا يعرض لمدة 25 دقيقة فقط وقد انتهى الإنتاج في 3 مايو 2009، هذه القائمة ستعرض الشخصيات الأساسية والغير أساسية مجتمعة على ما يلي:

الشخصيات الرئيسية

## الشخصيات الرئيسية
ماك (المدبلجة العربية رانيا مروة) هو فتى بالغ من العمر 8 سنوات يعيش مع والديه وأخيه تيرينس البالغ من العمر 13 عاما، وهو صديق بلو المفضل وبالعكس، حيث أن بلو صديق ماك الخيالي. وهو يعرف كيف يواجه المشكلات بذكاء وبسرعة على عكس بلو، ماك يحب السكر كثيرا ويبحث عنه في كل مكان عندما يشعر أنه بحاجة إليه، ويكون متحمسا وسريعا قبل تناوله، وماك دائما حنون وعطوف ومساعد لأصدقائه الآخرين مثل ويلت، إدواردو، كوكو، السيد هيرمان وفرانكي فوستر وغيرهم.
بلو (المدبلج العربي جان صادق (الصوت الأول)، عماد فغالي(الموسم السادس فقط)) هو صديق ماك الخيالي حيث تخيله ماك عندما كان في عمر 3 سنوات وشكل بلو أشبه «بالأسطوانة» وهذا الشكل يجعله مميزا وغريبا بعض الشيء، بلو أناني كبير، وذو تفكير سطحي وتصرفاته غريبة إلى حد كبير جدا ويفكر دائما في نفسه إلى أنه طيب القلب تماما مثل ماك، ويحب بلو لعبة كرة المضرب لكنه فاشل وضعيف بها ولا يعترف بقلة مهاراته بها بل يتحجج بأن مضربه مكسور.
ويلت (المدبلج العربي عبدو حكيم) هو أحد الأصدقاء الخيالين، يعيش في منزل فوستر، وهو طويل القامة وأحمر اللون، وبارع بكرة السلة ويمتلك روح رياضية عالية جدا، ويعاني عدد من التشوهات فهو يمتلك يد يمنى فقط وعينه اليسرى مضروبة وينسب ذلك إلى الإصابات التي تعرض لها بكرة السلة، ويرت طيب القلب كثيرا ومحب للمساعدة كثيرا، ومهذب إلى حد كبير جدا حيث لا يصبح غاضبا أبدا وإذا أساء فعل شيء أو لم يساعد أو صرخ بأحد يعتذر بسرعة، وأعتذاره يكون مكرر كثيرا ومبالغ فيه أيضًا، يعتبر ماك ويلت أحد أفضل أصدقائه في منزل فوستر.
إدواردو (المدبلج العربي سمير معلوف) هو أحد الأصدقاء الخيالين، وهو طيب ويحب أصدقائه ويقوم بحمايتهم بسبب جسمه الضخم وقرونه الطويلة الحادة، وذيله المدبب ووزنه الذي يزن أكثر من 500 رطل، إدواردو يحب الأطفال كثيرا وأي شخص يقل عن عمر 15 عاما ولكنه يخاف من أن يخافوا منه، وهو يتكلم الإسبانية بطلاقة وعادة ما يكون هادئا ومسالما، إلى أنه يصبح مخيفا ومرعبا عندما يغضب، ووجبته المفضلة هي البطاطس، فهو يحبها كثيرا.
كوكو هي طائر يشبه الدجاجة ورأسها يشبه الجزيرة الأستوائية، كوكو كل ما تنطقه هو كلمة «كوكو» ومع هذا، فإن ويرت وإدواردو يقومان بفهم الذي تقوله ويترجمانه للآخرين ودائما يظن بلو أنها تسئله عن الكاكاو، ورغم غرابة شكلها وتصرفاتها، إلى أنها تتصف بالطيبة والذكاء والسرعة، ولا أحد يعرف من قام بتخيلها، فقد وجدت على إحدى الجزر القاحلة البعيدة على يد مستكشفين أثنين وعاملها على أنها صديقة لهما.
فرانكي (المدبلجة العربية إليز نصر (الصوت الأول)، زينة ضاهر(الموسم الخامس)) هي فتاة شابة تبلغ من العمر 22 عاما وهي حفيدة السيدة فوستر (مؤسسة منزل فوستر للأصدقاء الخياليين)، وهي المسؤولة عن التنظيف والترتيب في منزل فوستر ودائما ما تقع في خلافات مع السيد هيرمن بخصوص قواعد المنزل، رغم هذا، إلى أنها ودودة مع الآخرين وتحب مساعدتهم.
السيد هيرمن (المدبلج العربي ناجي شامل) هو صديق خيالي على شكل أرنب تخيلته السيدة فوستر عندما كانت صغيرة، ويرتدي زي كبير الخدم ويتصرف بطريقة النبلاء دائما، ويضع قوانين وقواعد صارمة على الأصدقاء الخياليين ويعاقب كل من يخالفها ودائما ما يخالفها بلو، ودائما ما يقع السيد هيرمن في خلافات مع الآنسة فرانكي الذي يسميها فرانسيس بدل فرانكي.
السيدة فوستر (المدبلجة العربية إليز نصر) هي مؤسسة منزل فوستر للأصدقاء الخياليين وهي جدة الآنسة فرانكي، رغم كبر سنها، إلى أنها تتمتع بطاقة كبيرة وصديقها الخيالي هو السيد هيرمن، وأحيانا ما تكون هي حكمة المنزل.

## الشخصية المتكررة
الدوقة هي إحدى الأصدقاء الخياليين في منزل فوستر، وهي غنية جدا، ولكنها متغطرسة وشريرة وشميعة جدا ويكرهها كل الأصدقاء الخياليين، وهي تكره فرانكي بشكل لا يصدق ونفس الشيء ينطبق على بلو، وتحاول دائما الخروج من منزل فوستر بأي وسيلة لكنها تفشل دائما وتلوم فرانكي وبلو على ذلك.
تيرينس هو أخ ماك الأكبر ويبلغ من العمر 13 عاما ويكره ماك وبلو بشدة، ويحاول دائما التخلص من بلو وعدم مقابلته لماك مجددا لكنه يفشل بذلك دائما بسبب تسرعه وغبائه الكبير.
جو (المدبلجة العربية زينة ضاهر) هي فتاة ثرثارة جدا، تأتي أحيانا إلى منزل فوستر وتقوم بتخيل الأصدقاء الخياليين.

## شخصيات متكررة أخرى
- موجو جوجو (شخصية من فتيات القوة).
- أبراهام لينكولن
- تروش
- ايروين
- ريد
- إد إد وإدي
- ستيف